# بيت الفلج
بيت الفلج قرية في محافظة مسقط شمال شرق عُمان. أسس فيها أول مطار سنة 1929، حيثُ كانت القاعدة التشغيلية الرئيسية للقوات الجوية المسلحة في البلاد. بقي المطار الوحيد في البلاد حتى افتتاح مطار مسقط الدولي في السيب سنة 1973.
تضم القرية موقع متحف قوات السلطان المسلحة داخل الحصن القديم، الذي بناه السلطان سعيد بن سلطان في عام 1845. وبقي الحصن مقرًا للقوات المسلحة السلطانية حتى سبعينيات القرن العشرين.
يقع مكتب السيد بدر بن سعود البوسعيدي، الوزير المسؤول عن شؤون الدفاع في مجمع المقر الجديد في معسكر بيت الفلج، بالإضافة إلى كلية القيادة والأركان لقوات السلطان المسلحة. ويقع أيضًا في بيت الفلج المكتب الهيدروغرافي الوطني العماني التابع للبحرية السلطانية العمانية.

## التاريخ
استخدم موقع قرية بيت الفلج كمكان للصيد والسهر من قبل سلاطين عُمان، ثم بني في الموقع حصّن فيه منزل أمر بتنفيذه السلطان سلطان بن أحمد سنة 1799 لاسكان زوجاته، حيثُ بني الحصن على أساسٍ متين من الحجر الكلسي. بُني على شكل مستطيل بارتفاع 6.5 متر، يبرز من الحصن برجان حجريان لهما شكلٌ دائري بقطر 9 متر، مطليان بالجص، كانا يستخدمان للمراقبة وتموضع المدفعية، ويقع أحد البرجين في الشمال والآخر في الجنوب الشرقي. رمم سنة 1990 بواسطة الحكومة العُمانية، ويستخدم حاليًا كمسرح ومعرض تعرض فيه العروض الفنية والفنون العالمية الراقية، ويحوي على منصة رئيسية ومسرح يتسع لأكثر من 500 متفرج.

## وصلات خارجية
- المراسلات بين سلاح الجو الملكي البريطاني وحكومة مسقط لأخذ موافقة على اقامة مدرج طائرات في بيت الفلج - مكتبة قطر الرقمية